# Matsuda Riku (cầu thủ bóng đá, sinh 1991)
Matsuda Riku (松田 陸 Matsuda, Riku, sinh ngày 24 tháng 7 năm 1991) là một cầu thủ bóng đá người Nhật Bản, thi đấu cho Cerezo Osaka ở vị trí hậu vệ.

## Sự nghiệp
Anh có gốc Indonesian  và anh trai sinh đôi của anh là Riki Matsuda, một tiền đạo của Nagoya Grampus. Trong thời gian ở trung học, anh chuyển từ tiền đạo sang một vai trò phòng ngự.
Sau 4 năm học tập tại Biwako Seikei Sport College và trở thành đội trưởng, Matsuda ký hợp đồng với FC Tokyo năm 2014. Năm 2013, anh được đăng kí với tư cách Cầu thủ chỉ định đặc biệt.
Anh quyết định rời câu lạc bộ sau mùa giải 2015. Vào tháng 1 năm 2016, Matsuda ký hợp đồng với câu lạc bộ quê nhà, Cerezo Osaka.

## Thống kê câu lạc bộ
Cập nhật đến ngày 15 tháng 1 năm 2018.
| Thành tích câu lạc bộ | Thành tích câu lạc bộ | Thành tích câu lạc bộ | Giải vô địch | Giải vô địch | Cúp                   | Cúp                   | Cúp Liên đoàn | Cúp Liên đoàn | Tổng cộng | Tổng cộng |
| Mùa giải              | Câu lạc bộ            | Giải vô địch          | Số trận      | Bàn thắng    | Số trận               | Bàn thắng             | Số trận       | Bàn thắng     | Số trận   | Bàn thắng |
| Nhật Bản              | Nhật Bản              | Nhật Bản              | Giải vô địch | Giải vô địch | Cúp Hoàng đế Nhật Bản | Cúp Hoàng đế Nhật Bản | J. League Cup | J. League Cup | Tổng cộng | Tổng cộng |
| --------------------- | --------------------- | --------------------- | ------------ | ------------ | --------------------- | --------------------- | ------------- | ------------- | --------- | --------- |
| 2014                  | FC Tokyo              | J1 League             | 7            | 1            | 2                     | 0                     | 5             | 0             | 14        | 1         |
| 2015                  | FC Tokyo              | J1 League             | 9            | 0            | 0                     | 0                     | 2             | 0             | 11        | 0         |
| 2016                  | Cerezo Osaka          | J2 League             | 42           | 2            | 2                     | 0                     | –             | –             | 44        | 2         |
| 2017                  | Cerezo Osaka          | J1 League             | 31           | 2            | 2                     | 0                     | 3             | 0             | 36        | 2         |
| Tổng                  | Tổng                  | Tổng                  | 89           | 5            | 6                     | 0                     | 10            | 0             | 105       | 5         |